# Ирпень
Ирпе́нь (укр. Ірпі́нь) — город в Бучанском районе Киевской области Украины, административный центр Ирпенской городской общины. Город-герой Украины.
До 2020 года был городом областного подчинения.
В 2022 году за «подвиг, массовый героизм и стойкость граждан <…> во время отпора вооружённой агрессии Российской Федерации против Украины» награждён званием Город-герой.

## Географическое положение
Расположен на реке Ирпень в 8 км к северо-западу от Киева (по железной дороге — 9 км, по автодорогам — 5 км).

## История
Своим появлением город Ирпень обязан строительству железной дороги Киев — Ковель, которое началось в 1899 году. Возле дороги, недалеко от Киева, работники железной дороги основали дачные посёлки Ирпень, Буча и Ворзель. Посёлки Ирпень и Буча получили названия от одноимённых рек, возле которых они находились.
20 октября 1938 года Ирпень получил статус посёлка городского типа.
В ходе Великой Отечественной войны посёлок был оккупирован германскими войсками в 1941—1943 годах.
В 1956 году посёлок Ирпень получил статус города районного подчинения в составе Киево-Святошинского района.
30 декабря 1962 года Ирпень получил статус города областного значения.
В советское время здесь действовали завод «Ирпеньмашторф», комбинат «Прогресс», мебельная и кожгалантерейная фабрики.
В мае 1995 года Кабинет министров Украины утвердил решение о приватизации находившихся в городе машиностроительного завода, комбината «Прогресс» и ремонтно-строительного управления «Ремстройматериалы».

### Российско-украинская война
Во время вторжения России на Украину Ирпень стал полем битвы и был частично оккупирован. Российские войска заняли аэропорт Антонов, расположенный в 6 км северу от города и продвигались на юг к Киеву, но встретили сопротивление украинских войск. Город был обстрелян российской артиллерией, в то время как ВСУ смогли отразить и уничтожить часть сил, пытавшихся продвинуться в Ирпень. По данным «Радио Свобода» 6 марта войска Российской Федерации обстреляли 122-миллиметровыми минами единственный мост, по которому жители пытались эвакуироваться из города. По словам корреспондента, при этом погибли четыре человека, среди которых двое детей.
28 марта городской голова Ирпеня Александр Макрушин объявил об освобождении города ВС Украины. После освобождения в городе обнаружили тела 269 погибших за время российской оккупации.

## Население

### Языковой состав
Родной язык населения по данным переписи 2001 года:
| Язык       | Численность, чел. | Доля     |
| ---------- | ----------------- | -------- |
| Украинский | 33 881            | 84,81 %  |
| Русский    | 5783              | 14,48 %  |
| Другое     | 286               | 0,71 %   |
| Итого      | 39 950            | 100,00 % |

Украинский язык является единственным официальным и основным языком города.
По данным Государственной службы статистики Украины в 2023/24 учебном году все 237 624 учащихся в учреждениях общего среднего образования в Киевской области обучались в украиноязычных классах.

## Транспорт
Железнодорожная станция Ирпень на линии Киев — Ковель.

## Культура
Начиная с 2003 ежегодно проводится Ирпенский кинофестиваль альтернативного кинематографа.
В городе есть несколько парков для отдыха: парк Алиевой (находится возле центрального рынка и Соборной улицы), парк Правика (находится по Соборной улице, в парке стоит памятник Владимиру Правику, погибшему пожарному, одному из первых прибывших на пожар 4-го блока Чернобыльской АЭС), парк Незнайка (открыт 6 октября 2018 года во время празднования Дня города, находится возле 17-й школы).
На базе бывшей дачи известного предпринимателя И. Чоколова в 1936 году создан Дом творчества украинских писателей.
Центральный парк открыт в 2016 году, расположен по Университетской улице, перекрёсток с улицей Чехова, занимает участок соснового леса площадью 6 га.
Парк деревянных скульптур «Покровский» открыт 12 июня 2016 года. Центральный вход в Покровский парк находится на улице Котляревского.
С 7 ноября 1954 года по февраль 2022 года в Ирпене существовал Дворец культуры, который был практически разрушен во время боёв за Ирпень в ходе вторжения России на Украину в 2022 году.

## Образование
В городе работают:
- Университет государственной фискальной службы Украины,
- Национальный университет биоресурсов и природопользования Украины,
- Ирпенский государственный колледж экономики и права,
- библейская семинария,
- общеобразовательная школа 1—3 ступеней с углублённым изучением экономики и права № 2,
- школа с углублённым изучением иностранных языков 1—3 ступеней № 12,
- школа 1—3 ступеней № 1 имени А. С. Макаренко с углублённым изучением художественной культуры,
- общеобразовательные школы 1—3 ступеней № 17 и № 3.

## Галерея
|                         |                                                    |                       |                 |                   |
| Железнодорожная станция | Самый большой на Украине парк деревянных скульптур | Мост над рекой Ирпень | Пушкинский парк | Набережная Ирпеня |

|                     |        |                     |                     |      |
| Центральная площадь | Фонтан | Центральная площадь | Центральный стадион | Парк |